# Vòng loại Giải bóng đá Vô địch U-15 Quốc gia 2024
Vòng loại Giải bóng đá Vô địch U-15 Quốc gia 2024 là giải đấu vòng loại cho Giải bóng đá Vô địch U-15 Quốc gia 2024 do Liên đoàn bóng đá Việt Nam (VFF) tổ chức. 
Vòng loại diễn ra từ ngày 15 tháng 3 đến ngày 07 tháng 4 năm 2024. Tổng cộng có 12 đội sẽ đủ điều kiện để tham dự vòng chung kết, bao gồm cả đội được đặc cách tham dự giải đấu với tư cách chủ nhà.

## Các đội bóng
Mùa giải năm nay có sự tham dự của 31 đội bóng, tăng 3 đội so với mùa giải năm 2023. Các đội bóng được sắp xếp sẵn vào các bảng đấu dựa theo khu vực địa lý. Những đội bóng đóng vai trò là chủ nhà của bảng đấu vòng loại được ký hiệu bởi (H).
Lễ bốc thăm xếp lịch thi đấu vòng loại được tổ chức vào lúc 10h ngày 17 tháng 7 năm 2024 tại Trụ sở Liên đoàn Bóng đá Việt Nam, đường Lê Quang Đạo, quận Nam Từ Liêm, thành phố Hà Nội.
| VT | Đội                                                     |
| -- | ------------------------------------------------------- |
| A1 | Trung tâm Huấn luyện và Thi đấu Thể dục Thể thao Hà Nội |
| A2 | Hà Nội                                                  |
| A3 | Thể Công – Viettel(H)                                   |
| A4 | Hải Phòng                                               |
| A5 | PVF–CAND                                                |

| VT | Đội              |
| -- | ---------------- |
| B1 | Đông Á Thanh Hóa |
| B2 | Phú Thọ          |
| B3 | PVF (H)          |
| B4 | Công an Hà Nội   |
| B5 | Nam Định         |

| VT | Đội               |
| -- | ----------------- |
| C1 | Hồng Lĩnh Hà Tĩnh |
| C2 | Quảng Nam         |
| C3 | Huế (H)           |
| C4 | Sông Lam Nghệ An  |
| C5 | SHB Đà Nẵng       |

| VT | Đội                         |
| -- | --------------------------- |
| D1 | Đắk Lắk                     |
| D2 | Quảng Ngãi                  |
| D3 | LPBank Hoàng Anh Gia Lai(H) |
| D4 | Bình Định                   |
| D5 | Khánh Hòa                   |

| VT | Đội                   |
| -- | --------------------- |
| E1 | Bà Rịa – Vũng Tàu (H) |
| E2 | Bình Thuận            |
| E3 | Đồng Nai              |
| E4 | Bình Phước            |
| E5 | Becamex Bình Dương    |
| E6 | Lâm Đồng              |

| VT | Đội                   |
| -- | --------------------- |
| F1 | Long An               |
| F2 | An Giang              |
| F3 | Đồng Tháp(H)          |
| F4 | Trà Vinh              |
| F5 | Thành phố Hồ Chí Minh |

## Thể thức
Các đội trong bảng thi đấu vòng tròn hai lượt tại một địa điểm tập trung. Sáu đội nhất bảng và năm đội nhì bảng có thành tích tốt nhất sẽ cùng với đội chủ nhà tham dự vòng chung kết (khi so sánh giữa các đội nhì bảng, sẽ không tính kết quả với đội xếp thứ sáu ở bảng sáu đội). Nếu đội chủ nhà vòng chung kết kết thúc vòng loại với vị trí trong nhóm 11 đội ở trên, đội nhì bảng còn lại cũng sẽ giành quyền tham dự vòng chung kết

### Các tiêu chí
Các đội được xếp hạng theo điểm (3 điểm cho 1 trận thắng, 1 điểm cho 1 trận hòa, 0 điểm cho 1 trận thua), và nếu bằng điểm, các tiêu chí sau đây được áp dụng theo thứ tự, để xác định thứ hạng:
1. Điểm trong các trận đối đầu trực tiếp giữa các đội bằng điểm;
2. Hiệu số bàn thắng thua trong các trận đối đầu trực tiếp giữa các đội bằng điểm;
3. Số bàn thắng ghi được trong các trận đối đầu trực tiếp giữa các đội bằng điểm;
4. Nếu có nhiều hơn hai đội bằng điểm, và sau khi áp dụng tất cả các tiêu chí đối đầu ở trên, một nhóm nhỏ các đội vẫn còn bằng điểm nhau, tất cả các tiêu chí đối đầu ở trên được áp dụng lại cho riêng nhóm này;
5. Hiệu số bàn thắng thua trong tất cả các trận đấu bảng;
6. Số bàn thắng ghi được trong tất cả các trận đấu bảng;
7. Sút luân lưu nếu chỉ có hai đội bằng điểm và họ gặp nhau trong trận cuối cùng của bảng;
8. Điểm kỷ luật (thẻ vàng = –1 điểm, thẻ đỏ gián tiếp (2 thẻ vàng) = –3 điểm, thẻ đỏ trực tiếp = –3 điểm, thẻ vàng và thẻ đỏ trực tiếp = –4 điểm);
9. Bốc thăm.

## Lịch thi đấu
| Lượt đấu    | Các ngày            | Các ngày            |
| Lượt đấu    | Bảng B              | Bảng A, C, D, E, F  |
| ----------- | ------------------- | ------------------- |
| Lượt đấu 1  | 2 tháng 8 năm 2024  | 2 tháng 8 năm 2024  |
| Lượt đấu 2  | 4 tháng 8 năm 2024  | 4 tháng 8 năm 2024  |
| Lượt đấu 3  | 7 tháng 8 năm 2024  | 7 tháng 8 năm 2024  |
| Lượt đấu 4  | 9 tháng 8 năm 2024  | 10 tháng 8 năm 2024 |
| Lượt đấu 5  | 11 tháng 8 năm 2024 | 12 tháng 8 năm 2024 |
| Lượt đấu 6  | 15 tháng 8 năm 2024 | 15 tháng 8 năm 2024 |
| Lượt đấu 7  | 17 tháng 8 năm 2024 | 17 tháng 8 năm 2024 |
| Lượt đấu 8  | 20 tháng 8 năm 2024 | 20 tháng 8 năm 2024 |
| Lượt đấu 9  | 23 tháng 8 năm 2024 | 23 tháng 8 năm 2024 |
| Lượt đấu 10 | 25 tháng 8 năm 2024 | 25 tháng 8 năm 2024 |

## Đội hình
Các cầu thủ sinh từ ngày 1 tháng 1 năm 2009 đến ngày 31 tháng 12 năm 2010 có đủ điều kiện để tham dự giải đấu. Mỗi đội bóng phải đăng ký một đội hình tối thiểu 18 cầu thủ và tối đa 30 cầu thủ. Trong đó, danh sách phải có tối thiểu 2 thủ môn và tối đa 1 cầu thủ nước ngoài gốc Việt Nam (Quy định mục 7.1).

## Các bảng

### Bảng A
Các trận đấu diễn ra tại Hà Nội.

| VT | Đội                     | ST | T | H | B | BT | BB | HS  | Đ  | Giành quyền tham dự           |     | TTHN | TCVT | HNFC | PCA | HPFC |
| -- | ----------------------- | -- | - | - | - | -- | -- | --- | -- | ----------------------------- | --- | ---- | ---- | ---- | --- | ---- |
| 1  | TTHL&TĐ TDTT Hà Nội (Q) | 8  | 7 | 1 | 0 | 16 | 4  | +12 | 22 | Lọt vào VCK U15 Quốc gia 2024 |     | —    | 1–0  | 1–1  | 3–1 | 4–0  |
| 2  | Thể Công – Viettel (H)  | 8  | 5 | 1 | 2 | 28 | 9  | +19 | 16 | Lọt vào VCK U15 Quốc gia 2024 |     | 2–3  | —    | 2–1  | 2–1 | 11–0 |
| 3  | Hà Nội                  | 8  | 3 | 2 | 3 | 16 | 10 | +6  | 11 |                               |     | 0–2  | 2–2  | —    | 4–0 | 1–0  |
| 4  | PVF–CAND                | 8  | 2 | 1 | 5 | 12 | 17 | −5  | 7  |                               | 0–1 | 0–3  | 3–2  | —    | 2–2 |      |
| 5  | Hải Phòng               | 8  | 0 | 1 | 7 | 2  | 34 | −32 | 1  |                               | 0–1 | 0–5  | 0–5  | 0–5  | —   |      |

| Trung tâm Huấn luyện và Thi đấu Thể dục Thể thao Hà Nội                                  | 1-1      | Hà Nội |
| ---------------------------------------------------------------------------------------- | -------- | --- |
| - Trần Xuân Toàn 11' - Dương Văn Hiếu 37' - Tạ Bạch Sơn (HLV) 55' - Nguyễn Nhất Long 89' | Chi tiết | - Trần Minh Quân 44' - Nguyễn Hữu Trường 48' - Lê Văn Ngọc Anh 75' - Hồ Sỹ Nguyên 78' - Nguyễn Sỹ Hải (HLV) 78' - Nguyễn Long Nhật 78' - Nguyễn Lê Hồng Đạt 90+5' (l.n.) |

| Thể Công – Viettel | 11-0     | Hải Phòng         |
| --- | -------- | ----------------- |
| - Vũ Anh Quân 2' - Nguyễn Anh Tuấn 13' - Lê Trọng Đại Nhân 16', 42', 57' - Phùng Quang Danh 27' - Trần Trí Dũng 40' - Triệu Đình Vỹ 43' - Nguyễn Thanh Hải 48' - Nguyễn Minh Vương 78' - Phạm Văn Hiếu 90+2' | Chi tiết | - Lê Văn Tuấn 55' |

| Hà Nội                                                             | 2-2      | Thể Công – Viettel                                                                            |
| ------------------------------------------------------------------ | -------- | --------------------------------------------------------------------------------------------- |
| - Lê Đại Dương 4' - Nguyễn Long Nhật 47' - Nguyễn Đình Anh Duy 52' | Chi tiết | - Nguyễn Anh Tuấn 23' - Lê Trọng Đại Nhân 36' - Nguyễn Minh Vương 61' 81' - Trần Trí Dũng 71' |

| PVF–CAND | 0-1      | Trung tâm Huấn luyện và Thi đấu Thể dục Thể thao Hà Nội |
| -------- | -------- | --- |
|          | Chi tiết | - Tạ Bạch Sơn (HLV Trưởng) 40' - Cao Đặng Nhật Minh 41' - Nguyễn Đường Long (HLV) 47' - Bùi Gia Huấn 55' - Trương Công Bằng 70' - Trần Xuân Toàn 86' - Vũ Đức Huy 90+2' - Nguyễn Bảo Phúc 90+3' |

| Trung tâm Huấn luyện và Thi đấu Thể dục Thể thao Hà Nội | 4-0      | Hải Phòng |
| ------------------------------------------------------- | -------- | --------- |
| - Nguyễn Nhất Long 2' - Giáp Tiến Hùng 33', 58', 81'    | Chi tiết |           |

| Hà Nội | 4-0      | PVF–CAND                |
| --- | -------- | ----------------------- |
| - Trần Mạnh Quân 7' - Nguyễn Long Nhật 45+2' - Nguyễn Đình Anh Duy 53' - Đào Quý Vương 80' - Đỗ Đức Kiên 83' | Chi tiết | - Nguyễn Minh Nghĩa 75' |

| PVF–CAND                                            | 0-3      | Thể Công – Viettel |
| --------------------------------------------------- | -------- | --- |
| - Vương Đình Minh Quang 86' - Hoàng Trung Anh 90+1' | Chi tiết | - Vũ Anh Quân 3' - Nguyễn Minh Vương 11' - Triệu Đình Vỹ 36' - Phùng Quang Danh 48' - Nguyễn Thanh Hải 67' - Vũ Quốc Bảo 86' - Trần Trí Dũng 90+3' |

| Hải Phòng                                        | 0-5      | Hà Nội                                                                                             |
| ------------------------------------------------ | -------- | -------------------------------------------------------------------------------------------------- |
| - Phạm Minh Phương (HLV) 44' - Bùi Đức Phẳng 69' | Chi tiết | - Nguyễn Đình Anh Duy 24' - Hồ Sỹ Nguyên 58', 85' - Chu Ngọc Nguyễn Lực 67' - Trần Mạnh Quân 90+1' |

| Hải Phòng             | 0-5      | PVF–CAND                                                                                                 |
| --------------------- | -------- | --- |
| - Nguyễn Đức Mạnh 29' | Chi tiết | - Nguyễn Văn Duy 20', 45+1' - Hoàng Trung Anh 36', 84' - Nguyễn Bảo Anh 49' - Nguyễn Trần Trọng Hiệp 80' |

| Thể Công – Viettel                                                 | 2-3      | Trung tâm Huấn luyện và Thi đấu Thể dục Thể thao Hà Nội                |
| ------------------------------------------------------------------ | -------- | ---------------------------------------------------------------------- |
| - Trần Đình Vỹ 6', 81' - Nguyễn Văn Hùng 9' - Phùng Quang Danh 56' | Chi tiết | - Cao Đăng Nhật Minh 19', 28' - Nguyễn Quốc Đạt 40' - Vũ Long Nhật 73' |

| Hà Nội                                                                      | 0-2      | Trung tâm Huấn luyện và Thi đấu Thể dục Thể thao Hà Nội           |
| --------------------------------------------------------------------------- | -------- | ----------------------------------------------------------------- |
| - Lê Đại Dương 25' - Trần Hoàng Việt 52' - Nguyễn Sỹ Hải (HLV Trưởng) 90+2' | Chi tiết | - Bùi Gia Huấn 26' - Nguyễn Bảo Phúc 90+4' - Giáp Tiến Hùng 90+5' |

| Hải Phòng | 0-5      | Thể Công – Viettel                                                                                                  |
| --------- | -------- | --- |
|           | Chi tiết | - Phạm Khánh Toàn 11', 12' - Lê Trọng Đại Nhân 25' - Trần Trí Dũng 26', 47' - Đỗ Sơn Hải 43' - Nguyễn Huy Hoàng 58' |

| Thể Công – Viettel                                                   | 2-1      | Hà Nội                                                               |
| -------------------------------------------------------------------- | -------- | -------------------------------------------------------------------- |
| - Triệu Đình Vỹ 38' 69' - Nguyễn Thanh Hải 45+2' - Trần Trí Dũng 52' | Chi tiết | - Lê Văn Ngọc Anh 19' - Chu Ngọc Nguyễn Lực 71' - Hồ Sỹ Nguyên 90+1' |

| Trung tâm Huấn luyện và Thi đấu Thể dục Thể thao Hà Nội                             | 3-1      | PVF–CAND                                                               |
| ----------------------------------------------------------------------------------- | -------- | ---------------------------------------------------------------------- |
| - Đinh Quang Minh 48' - Cao Đặng Nhật Minh 59' - Cò Văn Hưởng 63' - Bùi Gia Bảo 76' | Chi tiết | - Mông Thanh Phú 25' (l.n.) - Hoàng Trung Anh 84' - Phạm Nam Khánh 90' |

| Hải Phòng | 0-1      | Trung tâm Huấn luyện và Thi đấu Thể dục Thể thao Hà Nội              |
| --------- | -------- | -------------------------------------------------------------------- |
|           | Chi tiết | - Nguyễn Đức Hiếu 56' - Lê Minh Tiến 70' 75' - Nguyễn Minh Đạt 90+1' |

| PVF–CAND                                                                                          | 3-2      | Hà Nội                                                                              |
| ------------------------------------------------------------------------------------------------- | -------- | ----------------------------------------------------------------------------------- |
| - Phạm Nam Khánh 29' - Hoàng Trung Anh 54', 62' - Phùng Đình Dũng 74' - Vương Đình Minh Quang 87' | Chi tiết | - Đỗ Đức Kiên 11' - Lê Đại Dương 44' - Nguyễn Duy Khánh 55' - Hoàng Trung Phong 74' |

| Thể Công – Viettel                        | 2-1      | PVF–CAND |
| ----------------------------------------- | -------- | --- |
| - Trần Trí Dũng 55' - Phạm Khánh Toàn 73' | Chi tiết | - Mông Thanh Phú 63' - Trần Nhất Châu 72' - Phạm Nam Khánh 73' - Nguyễn Tuấn Anh (SSV) 74' - Nguyễn Vũ Dũng (HLV) 74' |

| Hà Nội                                                                                 | 1-0      | Hải Phòng |
| -------------------------------------------------------------------------------------- | -------- | --- |
| - Đào Quý Vương 23' 31' - Vũ Văn Chính 66' - Trần Hải Dương 72' - Nguyễn Hữu Tường 75' | Chi tiết | - Lê Văn Tuấn 39' - Nguyễn Vũ Ngọc Quý 39' - Phạm Bảo Hoàng 69' - Đinh Hoàng Phúc 75' - Nguyễn Văn Anh 78' - Bùi Đức Phẳng 75' |

| PVF–CAND                                                            | 2-2      | Hải Phòng                                                                  |
| ------------------------------------------------------------------- | -------- | -------------------------------------------------------------------------- |
| - Đặng Cao Duy 8' - Trần Nhất Châu 31' (l.n.) - Hoàng Trung Anh 35' | Chi tiết | - Nguyễn Vũ Ngọc Quý 18' - Hoàng Đình Bảo 59' - Nguyễn Ngọc Hoàng Phúc 87' |

| Trung tâm Huấn luyện và Thi đấu Thể dục Thể thao Hà Nội       | 1-0      | Thể Công – Viettel |
| ------------------------------------------------------------- | -------- | --- |
| - Trần Xuân Toàn 83' - Lê Cao Minh 83' - Dương Văn Hiếu 90+4' | Chi tiết | - Phùng Quang Danh 63' - Lê Trọng Đại Nhân 83' - Nguyễn Mạnh Cường 83' - Nguyễn Đức Thịnh (HLV TM) 83' - Phạm Khánh Toàn 90' |

### Bảng B
Các trận đấu diễn ra tại Hưng Yên.

| VT | Đội              | ST | T | H | B | BT | BB | HS  | Đ  | Giành quyền tham dự           |     | PVF | ĐATH | NĐFC | CAHN | PTFC |
| -- | ---------------- | -- | - | - | - | -- | -- | --- | -- | ----------------------------- | --- | --- | ---- | ---- | ---- | ---- |
| 1  | PVF (H)          | 8  | 7 | 1 | 0 | 48 | 1  | +47 | 22 | Lọt vào VCK U15 Quốc gia 2024 |     | —   | 1–1  | 2–0  | 4–0  | 16–0 |
| 2  | Đông Á Thanh Hóa | 8  | 5 | 2 | 1 | 28 | 6  | +22 | 17 | Lọt vào VCK U15 Quốc gia 2024 |     | 0–3 | —    | 2–0  | 2–2  | 8–0  |
| 3  | Nam Định         | 8  | 3 | 1 | 4 | 25 | 16 | +9  | 10 |                               |     | 1–4 | 0–4  | —    | 4–1  | 10–1 |
| 4  | Công an Hà Nội   | 8  | 1 | 2 | 5 | 9  | 30 | −21 | 5  |                               | 0–9 | 0–5 | 2–2  | —    | 2–1  |      |
| 5  | Phú Thọ          | 8  | 1 | 0 | 7 | 5  | 62 | −57 | 3  |                               | 0–9 | 0–6 | 0–9  | 3–2  | —    |      |

| PVF | 4-0      | Công an Hà Nội |
| --- | -------- | -------------- |
| - Nguyễn Huỳnh Đăng Khoa 52' - Nguyễn Du 59' - Trần Hoàng Việt Anh 65' - Hoàng Anh Tú 81' - Nguyễn Trọng Phong 90+2' | Chi tiết |                |

| Đông Á Thanh Hóa | 8-0      | Phú Thọ |
| --- | -------- | ------- |
| - Nguyễn Tất Tùng 3' - Ngô Duy Bắc 5', 43', 80' - Lê Chí Đạo 33' - Thiên Long 58', 64' - Nguyễn Văn Mạnh 61' - Lê Tất Đạt 66' | Chi tiết |         |

| Phú Thọ | 0-9      | PVF |
| ------- | -------- | --- |
|         | Chi tiết | - Bùi Vương Gia Bảo 10' - Tạ Hùng Minh 16' - Hoàng Anh Tú 20' - Trương Nguyễn Duy Khang 22' - Nguyễn Du 26' - Đỗ Nam Hiếu 48', 54' - Nguyễn Văn Dương 90' - Nguyễn Trọng Phong 90+3' |

| Nam Định                                                         | 0-4      | Đông Á Thanh Hóa                                                   |
| ---------------------------------------------------------------- | -------- | ------------------------------------------------------------------ |
| - Lê Quốc Phòng 39' - Nguyễn Lê Đức Anh 75' - Đinh Đức Quyết 86' | Chi tiết | - Đinh Tiến Đạt 9' - Lê Chí Đạo 48' - Nguyễn Văn Mạnh 60', 83' 63' |

| Đông Á Thanh Hóa                                               | 2-2      | Công an Hà Nội                          |
| -------------------------------------------------------------- | -------- | --------------------------------------- |
| - Nguyễn Văn Mạnh 42' - Lê Chí Đạo 45+2' - Nguyễn Tất Tùng 62' | Chi tiết | - Phạm Nhật Minh 78' - Đặng Gia Huy 84' |

| Phú Thọ             | 0-9      | Nam Định |
| ------------------- | -------- | --- |
| - Bùi Mạnh Tiệp 28' | Chi tiết | - Phan Châu Phúc 3' - Trần Gia Bảo 10' 37' - Nguyễn Hiệp Đại Việt Nam 22', 33', 45', 52' 55' - Bùi Hồng Anh 44' - Nguyễn Trọng Hiếu 62' 62' - Đinh Hoàng Phúc 71' |

| Nam Định | 0-4      | PVF                                                                 |
| -------- | -------- | ------------------------------------------------------------------- |
|          | Chi tiết | - Nguyễn Huỳnh Đăng Khoa 12', 24' - Nguyễn Du 33' - Đỗ Nam Hiếu 50' |

| Công an Hà Nội | 2-1      | Phú Thọ                                     |
| --- | -------- | ------------------------------------------- |
| - Phạm Quang Thắng 4' (51) - Nguyễn Việt Anh 15' - Cháng Xuân Nghĩa 62' - Nguyễn Hoàng Minh Nhật 63' - Nguyễn Văn Thành 90' | Chi tiết | - Nguyễn Chí Cường 3' - Nguyễn Hải Đăng 59' |

| PVF                                                                        | 1-1      | Đông Á Thanh Hóa                       |
| -------------------------------------------------------------------------- | -------- | -------------------------------------- |
| - Nguyễn Du 33' - Trương Nguyễn Duy Khang 69' - Nguyễn Huỳnh Đăng Khoa 76' | Chi tiết | - Lê Chí Đạo 64' - Trần Việt Đức 90+2' |

| Công an Hà Nội | 2-2      | Nam Định                                                                                           |
| --- | -------- | -------------------------------------------------------------------------------------------------- |
| - Phạm Quang Thắng 20' - Lê Đức Toàn 38' 83' - Phan Văn Phúc 45+1' - Cháng Xuân Nghĩa 56' - Nguyễn Bá Việt Anh 90+3' | Chi tiết | - Trần Gia Bảo 61' - Nguyễn Hiệp Đại Việt Nam 73' - Nguyễn Hoàng Bảo Anh 76' - Đinh Anh Tuấn 90+3' |

| Công an Hà Nội                                                                                  | 0-9      | PVF |
| ----------------------------------------------------------------------------------------------- | -------- | --- |
| - Nguyễn Hoàng Nhật Minh 41' - Lê Đức Toàn 43' - Đào Văn Quyền 45' - Nguyễn Việt Anh 72' (l.n.) | Chi tiết | - Trịnh Hoàng Việt Anh 7' - Nguyễn Văn Dương 23' - Nguyễn Ngọc Anh Hào 30' - Trương Nguyễn Duy Khang 43' 45+1', 58' - Bùi Anh Khoa 51' - Tạ Hùng Minh 54' - Lê Sỹ Bách 77' |

| Phú Thọ                                 | 0-6      | Đông Á Thanh Hóa                                                                             |
| --------------------------------------- | -------- | -------------------------------------------------------------------------------------------- |
| - Đinh Công Chung 4' - Trần Hữu Hòa 60' | Chi tiết | - Đinh Tiến Đạt 22' - Lê Nguyên Khánh 50' - Phạm Anh Đạt 58' - Nguyễn Văn Mạnh 61', 78', 88' |

| PVF | 16-0     | Phú Thọ               |
| --- | -------- | --------------------- |
| - Đỗ Nam Hiếu 4', 11', 25', 35' - Nguyễn Du 5', 19', 58' - Trần Hải Đăng 13', 49' - Trần Đình Sơn 23' - Phạm Tuấn Kiệt 54', 60' - Bùi Anh Khoa 61', 73' - Hoàng Anh Tú 65' 84' - La Gia Hưng 68' - Trịnh Hoàng Việt Anh 83' | Chi tiết | - Nguyễn Xuân Tới 83' |

| Đông Á Thanh Hóa                                | 2-0      | Nam Định |
| ----------------------------------------------- | -------- | -------- |
| - Nguyễn Văn Mạnh 10', 70' - Bùi Việt Thành 75' | Chi tiết |          |

| Nam Định | 10-1     | Phú Thọ |
| --- | -------- | ------- |
| - Nguyễn Hiệp Đại Việt Nam 16', 27' - Đinh Hoàng Phúc 17' - Nguyễn Lê Đức Anh 30' - Phan Châu Phúc 33' - Bùi Hồng Anh 35' - Đinh Anh Tuấn 43' - Nguyễn Hoàng Bảo Anh 63' - Nguyễn Trọng Hiếu 88' - Hoàng Minh Hiếu 89' (l.n.) | Chi tiết |         |

| Công an Hà Nội     | 0-5      | Đông Á Thanh Hóa                                                                           |
| ------------------ | -------- | ------------------------------------------------------------------------------------------ |
| - Đào Ngọc Sơn 48' | Chi tiết | - Lê Nguyên Khánh 42' - Bùi Thanh Bình 14' 49' - Nguyễn Văn Mạnh 55', 64' - Lê Chí Đạo 59' |

| PVF                                                                    | 2-0      | Nam Định                                 |
| ---------------------------------------------------------------------- | -------- | ---------------------------------------- |
| - Lê Trung Kiệt 20' - Nguyễn Văn Dương 77' 78' - Bùi Vương Gia Bảo 86' | Chi tiết | - Đinh Đức Quyết 6' - Nguyễn Công Tú 45' |

| Phú Thọ | 3-2      | Công an Hà Nội                                                       |
| --- | -------- | -------------------------------------------------------------------- |
| - Đền Bảo Việt 9' - Chu Văn Tuấn (TL HLV) 44' - Trần Hữu Hòa 47' 54' - Nguyễn Chí Cường 63' 81' - Nguyễn Hải Đăng 66' | Chi tiết | - Đinh Xuân Trường 24' - Phạm Quang Thắng 58' - Cháng Xuân Nghĩa 80' |

| Đông Á Thanh Hóa    | 0-3      | PVF                                                                  |
| ------------------- | -------- | -------------------------------------------------------------------- |
| - Hoàng Gia Huy 84' | Chi tiết | - Hoàng Anh Tú 16' - Nguyễn Chí Đạt 75' - Bùi Vương Gia Bảo 51', 88' |

| Nam Định                                                                  | 4-1      | Công an Hà Nội        |
| ------------------------------------------------------------------------- | -------- | --------------------- |
| - Bùi Hồng Anh 15', 55' - Nguyễn Hiệp Đại Việt Nam 73' - Trần Gia Bảo 77' | Chi tiết | - Nguyễn Việt Anh 32' |

### Bảng C
Các trận đấu diễn ra tại Thừa Thiên Huế.

| VT | Đội               | ST | T | H | B | BT | BB | HS  | Đ  | Giành quyền tham dự           |     | SLNA | SĐN | QNFC | HUE | HLHT |
| -- | ----------------- | -- | - | - | - | -- | -- | --- | -- | ----------------------------- | --- | ---- | --- | ---- | --- | ---- |
| 1  | Sông Lam Nghệ An  | 8  | 6 | 1 | 1 | 24 | 5  | +19 | 19 | Lọt vào VCK U15 Quốc gia 2024 |     | —    | 2–0 | 4–1  | 2–1 | 1–1  |
| 2  | SHB Đà Nẵng       | 8  | 6 | 1 | 1 | 12 | 3  | +9  | 19 | Lọt vào VCK U15 Quốc gia 2024 |     | 2–1  | —   | 3–0  | 3–0 | 2–0  |
| 3  | Quảng Nam         | 8  | 2 | 2 | 4 | 6  | 15 | −9  | 8  |                               |     | 0–6  | 0–1 | —    | 2–0 | 0–0  |
| 4  | Huế (H)           | 8  | 1 | 3 | 4 | 7  | 17 | −10 | 6  |                               | 0–6 | 0–0  | 1–1 | —    | 2–2 |      |
| 5  | Hồng Lĩnh Hà Tĩnh | 8  | 0 | 3 | 5 | 4  | 13 | −9  | 3  |                               | 0–2 | 0–1  | 0–2 | 1–3  | —   |      |

| Hồng Lĩnh Hà Tĩnh    | 0-2      | Quảng Nam                                                   |
| -------------------- | -------- | ----------------------------------------------------------- |
| - Nguyễn Huy Đan 23' | Chi tiết | - Đinh Xuân Kiên 3' - Hồ Thanh Hưng 16' - Dương Đức Trí 80' |

| Huế | 0-6      | Sông Lam Nghệ An                                                                                                   |
| --- | -------- | --- |
|     | Chi tiết | - Lê Quang Linh 16', 67' - Nguyễn Minh Thủy 27' - Phan Văn Lâm 32', 45+1' - Phan Văn Tài 53' - Nguyễn Văn Cảnh 77' |

| SHB Đà Nẵng                                         | 2-0      | Hồng Lĩnh Hà Tĩnh                              |
| --------------------------------------------------- | -------- | ---------------------------------------------- |
| - Trần Quốc Đại 15', 31' - Nguyễn Tiến Anh Quân 90' | Chi tiết | - Bùi Hải Sơn 56' - Nguyễn Trọng Gia Bảo 90+2' |

| Quảng Nam                                                                        | 2-0      | Huế |
| -------------------------------------------------------------------------------- | -------- | --- |
| - Trần Văn Học (HLV Trưởng) 28' - Trần Quang Nhân 63', 70' - Võ Thành Danh 90+5' | Chi tiết |     |

| Hồng Lĩnh Hà Tĩnh | 0-2      | Sông Lam Nghệ An                              |
| ----------------- | -------- | --------------------------------------------- |
|                   | Chi tiết | - Nguyễn Huy Hoàng 26' - Nguyễn Minh Thủy 30' |

| Quảng Nam                | 0-1      | SHB Đà Nẵng |
| ------------------------ | -------- | --- |
| - Nguyễn Xuân Trường 63' | Chi tiết | - Lê Văn Ẩn 33' - Nguyễn Đăng Mạnh Liêm 58' - Đào Duy Tiến 60' 76' - Nguyễn Hải Đăng 90' - Nguyễn Phạm Quốc Anh (Trợ lý HLV) 90+5' |

| Sông Lam Nghệ An | 4-1      | Quảng Nam              |
| --- | -------- | ---------------------- |
| - Quách Thành Công 29' 64' - Bùi Văn Tú 70' - Ngô Anh Đức 80' - Nguyễn Văn Cảnh 82' - Nguyễn Minh Thủy 83' - Phạm Viết Duy 90+5' | Chi tiết | - Nguyễn Đức Thanh 40' |

| SHB Đà Nẵng                                                             | 3-0      | Huế                     |
| ----------------------------------------------------------------------- | -------- | ----------------------- |
| - Phan Anh Lực 24', 41' - Lê Văn Ẩn 45+1' - Nguyễn Hồng Gia Khánh 90+2' | Chi tiết | - Nguyễn Thanh Long 55' |

| Sông Lam Nghệ An                                                       | 2-0      | SHB Đà Nẵng             |
| ---------------------------------------------------------------------- | -------- | ----------------------- |
| - Phan Văn Tài 36', 45+1' - Nguyễn Huy Hoàng 51' - Lê Quang Linh 90+1' | Chi tiết | - Nguyễn Đình Triển 66' |

| Huế                                                                          | 2-2      | Hồng Lĩnh Hà Tĩnh                                                                   |
| ---------------------------------------------------------------------------- | -------- | ----------------------------------------------------------------------------------- |
| - Trần Hữu Nghĩa 53' 60', 80' - Nguyễn Văn Thắng 80' - Nguyễn Viết Tài 90+3' | Chi tiết | - Nguyễn Anh Mạch 40' - Bùi Văn Nhượng 76' - Bùi Hải Sơn 89' - Nguyễn Bảo Nam 90+2' |

| Quảng Nam | 0-0      | Hồng Lĩnh Hà Tĩnh                                                           |
| --------- | -------- | --------------------------------------------------------------------------- |
|           | Chi tiết | - Nguyễn Văn Duẩn 57' - Nguyễn Trọng Gia Bảo 69' - Nguyễn Thế Mão (HLV) 80' |

| Sông Lam Nghệ An                                               | 2-1      | Huế                                               |
| -------------------------------------------------------------- | -------- | ------------------------------------------------- |
| - Nguyễn Huy Hoàng 28' - Nguyễn Minh Thủy 42' - Bùi Văn Tú 85' | Chi tiết | - Phạm Minh Cương 59' - Nguyễn Ngọc Hoàng Phú 72' |

| Hồng Lĩnh Hà Tĩnh | 0-1      | SHB Đà Nẵng                                     |
| ----------------- | -------- | ----------------------------------------------- |
| - Bùi Hải Sơn 36' | Chi tiết | - Nguyễn Hồng Gia Khánh 15' - Trần Quốc Đại 32' |

| Huế                                              | 1-1      | Quảng Nam                                                                                      |
| ------------------------------------------------ | -------- | ---------------------------------------------------------------------------------------------- |
| - Nguyễn Ngọc Hoàng Phú 66' - Trần Hữu Nghĩa 77' | Chi tiết | - Nguyễn Đình Giang 20' 66' - Đinh Xuân Kiêng 45' - Nguyễn Hữu Cường 45' - Trần Quang Nhân 68' |

| SHB Đà Nẵng                                                                           | 3-0      | Quảng Nam                                           |
| ------------------------------------------------------------------------------------- | -------- | --------------------------------------------------- |
| - Nguyễn Đặng Lê Ngọc 15' - Trần Quốc Đại 22', 33' - Phan Anh Lực 28' - Lê Văn Ân 80' | Chi tiết | - Trần Khang Duy Bảo 8' - Nguyễn Doãn Thanh Huy 74' |

| Sông Lam Nghệ An                                    | 1-1      | Hồng Lĩnh Hà Tĩnh      |
| --------------------------------------------------- | -------- | ---------------------- |
| - Hoàng Minh Lợi 27' (l.n.) - Lê Quang Linh 41' 85' | Chi tiết | - Nguyễn Quang Hào 81' |

| Quảng Nam             | 0-6      | Sông Lam Nghệ An                                                                                         |
| --------------------- | -------- | --- |
| - Lê Khánh Nguyên 48' | Chi tiết | - Bùi Văn Tú 33' - Nguyễn Minh Thủy 42' - Trần Ngọc Sơn 45', 65' - Phan Văn Tài 57' - Nguyễn Văn Duy 89' |

| Huế | 0-0      | SHB Đà Nẵng |
| --- | -------- | ----------- |
|     | Chi tiết |             |

| SHB Đà Nẵng                        | 2-1      | Sông Lam Nghệ An                            |
| ---------------------------------- | -------- | ------------------------------------------- |
| - Lê Văn Ẩn 58' - Phan Anh Lực 61' | Chi tiết | - Nguyễn Huy Hoàng 22' - Nguyễn Văn Duy 38' |

| Hồng Lĩnh Hà Tĩnh                  | 1-3      | Huế                                                                                             |
| ---------------------------------- | -------- | ----------------------------------------------------------------------------------------------- |
| - Bùi Hải Sơn 2' - Võ Bảo Long 78' | Chi tiết | - Phạm Minh Cương 64' - Nguyễn Hoàng Hưng 73', 74' - Nguyễn Hoàng 78' - Lê Nguyễn Đức Trí 90+4' |

### Bảng D
Các trận đấu diễn ra tại Gia Lai.

| VT | Đội                          | ST | T | H | B | BT | BB | HS | Đ  | Giành quyền tham dự           |     | LPHA | QNG | BĐFC | ĐLK | KHFC |
| -- | ---------------------------- | -- | - | - | - | -- | -- | -- | -- | ----------------------------- | --- | ---- | --- | ---- | --- | ---- |
| 1  | LPBank Hoàng Anh Gia Lai (H) | 8  | 4 | 3 | 1 | 14 | 6  | +8 | 15 | Lọt vào VCK U15 Quốc gia 2024 |     | —    | 1–1 | 3–1  | 1–1 | 1–1  |
| 2  | Quảng Ngãi                   | 8  | 3 | 4 | 1 | 8  | 7  | +1 | 13 | Lọt vào VCK U15 Quốc gia 2024 |     | 1–0  | —   | 1–1  | 2–2 | 1–0  |
| 3  | Bình Định                    | 8  | 3 | 1 | 4 | 15 | 10 | +5 | 10 |                               |     | 1–3  | 2–0 | —    | 2–0 | 7–0  |
| 4  | Đắk Lắk                      | 8  | 1 | 4 | 3 | 7  | 12 | −5 | 7  |                               | 0–3 | 1–2  | 1–0 | —    | 1–1 |      |
| 5  | Khánh Hòa                    | 8  | 1 | 4 | 3 | 5  | 14 | −9 | 7  |                               | 0–2 | 0–0  | 2–1 | 1–1  | —   |      |

| Đắk Lắk          | 1–2      | Quảng Ngãi                                 |
| ---------------- | -------- | ------------------------------------------ |
| - Đỗ Hữu Lợi 25' | Chi tiết | - Bạch Ngọc Thiện 10' - Trần Quốc Hoài 74' |

| LPBank Hoàng Anh Gia Lai                                                    | 3–1      | Bình Định                                         |
| --------------------------------------------------------------------------- | -------- | ------------------------------------------------- |
| - Lê Vũ Thái 54' - Trần Nguyên Vỹ 62' - Lê Minh Hoàng 69' - Mai Gia Huy 76' | Chi tiết | - Nguyễn Phi Trường Nam 32' - Nguyễn Chí Công 53' |

| Quảng Ngãi                                   | 1–0      | LPBank Hoàng Anh Gia Lai |
| -------------------------------------------- | -------- | ------------------------ |
| - Trương Văn Khôi 76' - Trần Quốc Hoài 90+3' | Chi tiết |                          |

| Khánh Hòa                 | 1–1      | Đắk Lắk            |
| ------------------------- | -------- | ------------------ |
| - Đinh Nguyễn Tấn Đạt 28' | Chi tiết | - Phạm Tuấn Vũ 76' |

| Đắk Lắk                                                             | 1–0      | Bình Định            |
| ------------------------------------------------------------------- | -------- | -------------------- |
| - Phạm Tuấn Vũ 20' - Trần Công Phúc Vy 77' - Ngô Trung Nguyên 90+2' | Chi tiết | - Nguyễn Bảo Nam 79' |

| Quảng Ngãi | 1–0      | Khánh Hòa             |
| --- | -------- | --------------------- |
| - Trương Văn Khôi 19' - Nguyễn Mạnh Dũng 26' - Nguyễn Phùng Anh Khoa 45' - Trần Quốc Hoài 63' - Đinh Chánh Khiêm 75' - Trần Thái An 81' - Nguyễn Gia Lộc 90+2' | Chi tiết | - Nguyễn Anh Khoa 80' |

| Khánh Hòa                       | 0–2      | LPBank Hoàng Anh Gia Lai                                                 |
| ------------------------------- | -------- | ------------------------------------------------------------------------ |
| - Nguyễn Hoàng Gia Nguyễn 45+1' | Chi tiết | - Hoàng Ngọc Tấn Hưng 8' - Trần Nguyên Vỹ 44' - Nguyễn Mạc Công Danh 88' |

| Bình Định | 2–0      | Quảng Ngãi               |
| --- | -------- | ------------------------ |
| - Lê Hoàng Hạnh 24' - Trương Thành Phát 52' - Nguyễn Huy Thái 57' 86' - Lê Phước Huy 58' - Nguyễn Phi Trường Nam 90' | Chi tiết | - Mai Tấn Long (SSV) 45' |

| Bình Định | 7–0      | Khánh Hòa            |
| --- | -------- | -------------------- |
| - Đình Huy 28', 65' - Nguyễn Hưng 34' - Võ Nguyễn Bảo Tín 37', 39', 55' - Trương Thành Phát 41' - Đinh Gia Hưng 75' - Hoàng Trường 84' | Chi tiết | - Đào Đông Dương 51' |

| LPBank Hoàng Anh Gia Lai                                                         | 1–1      | Đắk Lắk                                |
| -------------------------------------------------------------------------------- | -------- | -------------------------------------- |
| - Lê Vũ Thái 6' - Đào Tuấn Sáng 67' - Lê Minh Hoàng 82' - Mai Gia Huy 83' (l.n.) | Chi tiết | - Trương Nhật Minh 23' - Hồ Anh Tú 78' |

| Quảng Ngãi                | 2-2      | Đắk Lắk                                  |
| ------------------------- | -------- | ---------------------------------------- |
| - Trần Quốc Hoài 58', 83' | Chi tiết | - Phạm Tuấn Vũ 6' - Trương Nhật Minh 82' |

| Bình Định             | 1-3      | LPBank Hoàng Anh Gia Lai                                                    |
| --------------------- | -------- | --------------------------------------------------------------------------- |
| - Văn Lê Duy Quân 88' | Chi tiết | - Trần Nguyên Vỹ 6' - Hoàng Ngọc Tấn Hưng 13', 18' - Nguyễn Mạnh Nguyên 68' |

| LPBank Hoàng Anh Gia Lai                                 | 1-1      | Quảng Ngãi                                                        |
| -------------------------------------------------------- | -------- | ----------------------------------------------------------------- |
| - Lê Minh Hoàng - Nguyễn Hoàng Huy 35' - Lê Ngọc Huy 75' | Chi tiết | - Đinh Thái Bim 37' - Nguyễn Mạnh Dũng 83' - Trần Quốc Hoài 90+2' |

| Đắk Lắk                    | 1-1      | Khánh Hòa                                           |
| -------------------------- | -------- | --------------------------------------------------- |
| - Nguyễn Văn Quang Phú 41' | Chi tiết | - Nguyễn Trần Quốc Phong 58' - Trương Quốc Tỉnh 77' |

| Bình Định                                                                                                 | 2-0      | Đắk Lắk                                                                         |
| --- | -------- | ------------------------------------------------------------------------------- |
| - Lê Hoàng Hạnh 49' - Nguyễn Phi Trường Nam 51' - Trương Thành Phát 55' - Đinh Huy 79' - Lê Phước Huy 81' | Chi tiết | - Nguyễn Văn Quang Phú 48' - Hứa Minh Quân 90+3' - Dương Nam (HLV Trưởng) 90+3' |

| Khánh Hòa                                 | 0-0      | Quảng Ngãi |
| ----------------------------------------- | -------- | ---------- |
| - Võ Thanh Quân 58' - Trương Văn Khôi 77' | Chi tiết |            |

| LPBank Hoàng Anh Gia Lai                                                                       | 1-1      | Khánh Hòa |
| ---------------------------------------------------------------------------------------------- | -------- | --- |
| - Hồ Hoàng Gia Huy 23' - Hoàng Ngọc Tuấn Hưng 29' - Trương Anh Nam 85' - Trương Anh Thái 90+2' | Chi tiết | - Nguyễn Trần Nhất Phong 15' 18' - Trương Quốc Tỉnh 29' - Huỳnh Gia Toàn 35' - Lê Minh Thọ (Phục vụ) 70' - Ngô Quốc Cường (SSV) 70' - Đào Đăng Dương 84' |

| Quảng Ngãi                                                        | 1-1      | Bình Định                                                                                     |
| ----------------------------------------------------------------- | -------- | --------------------------------------------------------------------------------------------- |
| - Bạch Ngọc Thiện 36' - Phạm Ái Mỹ 45+1' - Mai Tấn Long (SSV) 90' | Chi tiết | - Lê Hoàng Hạnh 25' (l.n.) - Nguyễn Hưng 43' 72' - Võ Nguyễn Bảo Tín 78' - Nguyễn Bảo Nam 80' |

| Khánh Hòa | 2-1      | Bình Định                                      |
| --- | -------- | ---------------------------------------------- |
| - Nguyễn Trần Nhất Phong 26' (l.n.) - Đinh Nguyễn Tấn Đạt 65' - Huỳnh Gia Toàn 82' - Nguyễn Phương Tiến 88' - Lê Anh Quốc 89' - Nguyễn Hoàng Gia Nguyễn 90+1' | Chi tiết | - Nguyễn Hoàng Huy 50' - Trương Thành Phát 69' |

| Đắk Lắk                                                              | 0-3      | LPBank Hoàng Anh Gia Lai |
| -------------------------------------------------------------------- | -------- | --- |
| - Võ Hoàng Gia Bảo 46' - Nguyễn Hữu Lộc 75' - Thái Viết Trần Huy 90' | Chi tiết | - Lê Ngọc Huy 6' - Mai Gia Huy 9' 82' - Võ Đức Trọng Toàn 11' - Lê Vũ Thái 12' - Trần Nguyên Vũ 24' - Đào Tuấn Sang 33' - Đỗ Minh Lợi 36' |

### Bảng E
Các trận đấu diễn ra tại Bà Rịa - Vũng Tàu.
| VT | Đội                   | ST | T | H | B | BT | BB | HS  | Đ  | Giành quyền tham dự           |     | BRVT | ĐNFC | BDFC | BPFC | LĐFC | BTN |
| -- | --------------------- | -- | - | - | - | -- | -- | --- | -- | ----------------------------- | --- | ---- | ---- | ---- | ---- | ---- | --- |
| 1  | Bà Rịa – Vũng Tàu (H) | 10 | 9 | 1 | 0 | 50 | 6  | +44 | 28 | Lọt vào VCK U15 Quốc gia 2024 |     | —    | 1–1  | 3–2  | 13–0 | 4–0  | 9–0 |
| 2  | Đồng Nai              | 10 | 7 | 1 | 2 | 24 | 11 | +13 | 22 | Lọt vào VCK U15 Quốc gia 2024 |     | 25/8 | —    | 1–3  | 3–0  | 4–1  | 3–0 |
| 3  | Becamex Bình Dương    | 10 | 6 | 0 | 4 | 21 | 12 | +9  | 18 |                               |     | 0–3  | 0–2  | —    | 4–0  | 4–0  | 1–0 |
| 4  | Bình Phước            | 10 | 4 | 1 | 5 | 12 | 33 | −21 | 13 |                               | 0–5 | 1–3  | 2–1  | —    | 3–2  | 2–2  |     |
| 5  | Lâm Đồng              | 10 | 1 | 1 | 8 | 13 | 25 | −12 | 4  |                               | 1–5 | 0–1  | 1–2  | 0–2  | —    | 8–0  |     |
| 6  | Bình Thuận            | 10 | 0 | 2 | 8 | 3  | 36 | −33 | 2  |                               | 0–3 | 1–4  | 0–4  | 0–2  | 0–0  | —    |     |

| Đồng Nai | 3-0      | Bình Phước                                                             |
| --- | -------- | ---------------------------------------------------------------------- |
| - Nguyễn Trần Tuấn Hiệp 7', 80' - Nguyễn Thanh Bình 36' 45+2' - Nguyễn Hoàng Đăng Khôi 38' - Nguyễn Trường Quân 51' | Chi tiết | - Trần Quang Gia Bảo 8' - Đặng Phương Nam 65' - Lê Huỳnh Khánh Nam 68' |

| Becamex Bình Dương                            | 4-0      | Lâm Đồng |
| --------------------------------------------- | -------- | -------- |
| - Vũ Thanh Phong 44', 55', 77' - Minh Sơn 66' | Chi tiết |          |

| Bà Rịa – Vũng Tàu | 9-0      | Bình Thuận |
| --- | -------- | ---------- |
| - Nguyễn Lê Quang Khôi 15', 31' - Dương Hiền Phú Ngọc 17' - Nguyễn Thế Anh 21' - Nguyễn Văn Hoàng 37' - Đỗ Trần Gia Huy 47' - Nguyễn Bảo Nam 52' - Đậu Quang Hưng 56' - Văn Lữ Minh Triết 71' - Trần Anh Quân 76' | Chi tiết |            |

| Bình Thuận | 0-4      | Becamex Bình Dương                                                                     |
| ---------- | -------- | -------------------------------------------------------------------------------------- |
|            | Chi tiết | - Thông Minh Sơn 8' - Nguyễn Minh Đăng 23' - Bùi Thái Anh Tài 42' - Võ Thanh Phong 74' |

| Lâm Đồng | 0-1      | Đồng Nai            |
| -------- | -------- | ------------------- |
|          | Chi tiết | - Đào Duy Hoàng 37' |

| Bình Phước                                                          | 0-5      | Bà Rịa – Vũng Tàu                                                                                |
| ------------------------------------------------------------------- | -------- | ------------------------------------------------------------------------------------------------ |
| - Lưu Nhật Hào 22' - Lê Huỳnh Khánh Nam 30' - Nguyễn T. Q. Linh 69' | Chi tiết | - Nguyễn Lê Quang Khôi 23', 90+3' - Lê Nguyên Anh 26' - Đậu Quang Hưng 45' - Đỗ Trần Gia Huy 71' |

| Bình Phước                                                                              | 3-2      | Lâm Đồng                                                                                                  |
| --------------------------------------------------------------------------------------- | -------- | --- |
| - Lưu Nhật Hào 18' - Trần Gia Kiệt 28' - Dương Minh Quân 33' - Trần Quang Gia Bảo 90+3' | Chi tiết | - Bùi Văn Phú 16' 28' - Nguyễn Cao Đức Phát 60' - Lưu Bảo Hoàng 61' - Phạm Văn Tiến 68' - Lê Thanh Vĩ 80' |

| Đồng Nai                                                                                 | 3-0      | Bình Thuận |
| ---------------------------------------------------------------------------------------- | -------- | ---------- |
| - Nguyễn Tấn Khoa 16' - Nguyễn Trường Quân 21' - Lê Công Hiếu 45' - Nguyễn Đức Thiện 60' | Chi tiết |            |

| Becamex Bình Dương                      | 0-3      | Bà Rịa – Vũng Tàu                                                                              |
| --------------------------------------- | -------- | ---------------------------------------------------------------------------------------------- |
| - Phạm Thế Khôi 19' - Châu Ngọc Huy 73' | Chi tiết | - Nguyễn Bảo Nam 21' 45+3' - Nguyễn Lê Quang Khôi 33' - Phạm Gia Bảo 79' - Trần Anh Quân 90+1' |

| Becamex Bình Dương   | 0-2      | Đồng Nai                                       |
| -------------------- | -------- | ---------------------------------------------- |
| - Thông Minh Sơn 49' | Chi tiết | - Nguyễn Tấn Khoa 47' - Vũ Thanh Tùng 70', 88' |

| Bình Thuận | 0-2      | Bình Phước                                                                                          |
| ---------- | -------- | --------------------------------------------------------------------------------------------------- |
|            | Chi tiết | - Lê Huỳnh Khánh Nam 15' - Kiều Minh Nhân 49' - Nguyễn Trọng Quang Linh 68' - Đặng Phương Nam 90+3' |

| Bà Rịa – Vũng Tàu                                                                                     | 4-0      | Lâm Đồng |
| --- | -------- | -------- |
| - Nguyễn Hoàng Quân 2' - Nguyễn Văn Hoàng 10' - Đậu Quang Hưng 15', 70' - Nguyễn Hoàng Gia Nguyễn 82' | Chi tiết |          |

| Lâm Đồng | 8-0      | Bình Thuận                                                    |
| --- | -------- | ------------------------------------------------------------- |
| - Cil Thiện Uy 5' - Lưu Bảo Hoàng 53' 61', 86' - Võ Phi Anh 65', 78', 90+3' - Lê Thanh Vĩ 68' - Trần Phú Sang 84' | Chi tiết | - Lê Tấn Pháp 8' - Kim Trọng Sang 48' - Thông Minh Khoáng 77' |

| Bình Phước                                                                                         | 2-1      | Becamex Bình Dương   |
| -------------------------------------------------------------------------------------------------- | -------- | -------------------- |
| - Trần Trọng Tín 22' - Hoàng Kỳ Anh 35' - Lưu Nhật Hào 83' 90+2' - Nguyễn Ngọc Hiếu (TL HLV) 90+3' | Chi tiết | - Thông Minh Sơn 28' |

| Bà Rịa – Vũng Tàu                                    | 1-1      | Đồng Nai            |
| ---------------------------------------------------- | -------- | ------------------- |
| - Nguyễn Văn Hoàng 56' - Nguyễn Hoàng Gia Nguyễn 86' | Chi tiết | - Vũ Thanh Tùng 35' |

| Bình Phước                                                                                | 1-3      | Đồng Nai |
| ----------------------------------------------------------------------------------------- | -------- | --- |
| - Hoàng Kỳ Anh 8' - Ngô Huy Hoàng 47' - Nguyễn Duy Sang 69' - Nguyễn Trọng Quang Linh 69' | Chi tiết | - Vũ Thanh Tùng 25' - Phan Huỳnh Tấn Sang 49' 60' - Nguyễn Đức Thiện 52' 68' - Nguyễn Tấn Phát 68' - Đào Duy Hoàng 88' |

| Lâm Đồng                                                         | 1-2      | Becamex Bình Dương                                    |
| ---------------------------------------------------------------- | -------- | ----------------------------------------------------- |
| - Hoàng Anh Khoa 47' - Lê Thanh Vĩ 51' - Nguyễn Cao Đức Phát 57' | Chi tiết | - Nguyễn Minh Đăng 87' 87' - Thông Minh Sơn 90' 90+4' |

| Bình Thuận | 0-3      | Bà Rịa – Vũng Tàu                                                  |
| ---------- | -------- | ------------------------------------------------------------------ |
|            | Chi tiết | - Nguyễn Xuân Chương 24' - Đậu Quang Hưng 25' - Nguyễn Thế Anh 35' |

| Becamex Bình Dương                                                          | 1-0      | Bình Thuận                |
| --------------------------------------------------------------------------- | -------- | ------------------------- |
| - Vũ Mạnh Cường 90+5' - Trần Văn Hóa (TL HLV) 90+5' - Nguyễn Quang Hà 90+5' | Chi tiết | - Thông Minh Khoáng 90+4' |

| Đồng Nai                                                                                             | 4-1      | Lâm Đồng        |
| --- | -------- | --------------- |
| - Vũ Thanh Tùng 18', 90+1' - Phan Huỳnh Tấn Sang 29' - Nguyễn Hoàng Đăng Khôi 41' - Lê Công Hiếu 67' | Chi tiết | - Lê Văn Sự 42' |

| Bà Rịa – Vũng Tàu | 13-0     | Bình Phước |
| --- | -------- | ---------- |
| - Dương Hiền Phú Ngọc 11' - Nguyễn Lê Quang Khôi 13', 66' 68' - Nguyễn Văn Hoàng 20' - Lê Nguyên Anh 34', 56' - Đậu Quang Hưng 45' - Phạm Đăng Khôi 61' - Nguyễn Xuân Chương 63' - Nguyễn Hoàng Quân 70' - Nguyễn Phước Khang 83' - Trần Anh Quân 87' - Nguyễn Hoàng Gia Nguyễn 90+1' | Chi tiết |            |

| Lâm Đồng                                       | 0-2      | Bình Phước |
| ---------------------------------------------- | -------- | --- |
| - Lưu Bảo Hoàng 28' - Phan Văn Tiến 62' (l.n.) | Chi tiết | - Lưu Nhật Hào 28' - Nguyễn Bảo Khang 30' - Lê Huỳnh Khánh Nam 63' - Nguyễn Trọng Quang Linh 67' - Y Khoa Bya 82' - Danh Dương Minh Khang 89' |

| Bình Thuận                                 | 1-4      | Đồng Nai                                                      |
| ------------------------------------------ | -------- | ------------------------------------------------------------- |
| - Phan Khắc Tuấn 17' - Thông Minh Khai 32' | Chi tiết | - Lê Công Hiếu 5' - Vũ Thanh Tùng 10' - Nguyễn Công Cường 70' |

| Bà Rịa – Vũng Tàu                                                         | 3-2      | Becamex Bình Dương |
| ------------------------------------------------------------------------- | -------- | --- |
| - Nguyễn Lê Quang Khôi 12' - Đậu Quang Hưng 38', 77' - Nguyễn Bảo Nam 66' | Chi tiết | - Võ Thanh Phong 6' - Bùi Thái Anh Tài 9' - Trần Tuấn 45+1' - Vũ Mạnh Cường 65' - Châu Ngọc Huy 70' - Phạm Thế Khôi 74' |

| Đồng Nai                                                               | 1-3      | Becamex Bình Dương                                                       |
| ---------------------------------------------------------------------- | -------- | ------------------------------------------------------------------------ |
| - Nguyễn Đức Thiện 30' - Nguyễn Tấn Phát 71' - Đào Duy Hoàng 73' 90+2' | Chi tiết | - Thông Minh Sơn 8' - Danh Huỳnh Quốc Thái 20' - Võ Thanh Phong 41', 47' |

| Bình Phước                                             | 2-2      | Bình Thuận                                                                          |
| ------------------------------------------------------ | -------- | ----------------------------------------------------------------------------------- |
| - Y Khoa Bya 36' - Lê Minh Đạt 56' - Trần Gia Kiệt 65' | Chi tiết | - Cao Nguyễn Thanh Thuận 42' 45+2' - Kim Trọng Sang 90+1' - Nguyễn Việt Phong 90+2' |

| Lâm Đồng                  | 1-5      | Bà Rịa – Vũng Tàu |
| ------------------------- | -------- | --- |
| - Nguyễn Cao Đức Phát 41' | Chi tiết | - Phạm Gia Bảo 27' - Nguyễn Xuân Chương 46' - Đậu Quang Hưng 48', 88' - Trần Hùng Sơn 48' - Nguyễn Lê Quang Khôi 73' - Nguyễn Công Tiến 78' |

| Bình Thuận | 0-0      | Lâm Đồng            |
| ---------- | -------- | ------------------- |
|            | Chi tiết | - Phạm Văn Tiến 75' |

| Becamex Bình Dương | 4-0      | Bình Phước                                                                                        |
| --- | -------- | ------------------------------------------------------------------------------------------------- |
| - Danh Huỳnh Quốc Thái 35' - Võ Thanh Phong 41', 76', 90' - Nguyễn Tuấn Việt 63' - Bùi Thái Anh Tài 86' - Lê Tiến Dương 92' | Chi tiết | - Đặng Phương Nam 3' (l.n.) - Trần Trọng Tín 37' - Nguyễn Trọng Quang Linh 60' - Lưu Nhựt Hào 70' |

| Đồng Nai                                                                                       | 2-4      | Bà Rịa – Vũng Tàu                                                           |
| ---------------------------------------------------------------------------------------------- | -------- | --------------------------------------------------------------------------- |
| - Vũ Thanh Tùng 22' - Nguyễn Thanh Bình 42' - Nguyễn Hoàng Đăng Khôi 57' - Nguyễn Tấn Khoa 83' | Chi tiết | - Đậu Quang Hưng 2' - Nguyễn Lê Quang Khôi 9', 45' - Nguyễn Xuân Chương 65' |

### Bảng F
Các trận đấu diễn ra tại Đồng Tháp.

| VT | Đội                   | ST | T | H | B | BT | BB | HS  | Đ  | Giành quyền tham dự           |     | HCMC | LAFC | ĐTFC | TVFC | AGFC |
| -- | --------------------- | -- | - | - | - | -- | -- | --- | -- | ----------------------------- | --- | ---- | ---- | ---- | ---- | ---- |
| 1  | Thành phố Hồ Chí Minh | 8  | 6 | 2 | 0 | 14 | 2  | +12 | 20 | Lọt vào VCK U15 Quốc gia 2024 |     | —    | 2–1  | 0–0  | 3–1  | 1–0  |
| 2  | Long An               | 8  | 6 | 1 | 1 | 22 | 9  | +13 | 19 | Lọt vào VCK U15 Quốc gia 2024 |     | 0–0  | —    | 4–1  | 4–0  | 2–1  |
| 3  | Đồng Tháp (H)         | 8  | 3 | 2 | 3 | 13 | 12 | +1  | 11 |                               |     | 0–1  | 1–5  | —    | 6–0  | 2–1  |
| 4  | Trà Vinh              | 8  | 1 | 1 | 6 | 8  | 29 | −21 | 4  |                               | 0–6 | 3–4  | 1–1  | —    | 2–1  |      |
| 5  | An Giang              | 8  | 1 | 0 | 7 | 8  | 13 | −5  | 3  |                               | 0–1 | 1–2  | 0–2  | 4–1  | —    |      |

| Long An                                                                                       | 2-1      | An Giang                                                                         |
| --------------------------------------------------------------------------------------------- | -------- | -------------------------------------------------------------------------------- |
| - Lý Cấn Hiếu 25' - Nguyễn Thiện Nhân 55' - Nguyễn Đặng Hữu Nhân 57' - Đỗ Phan Hưng Thịnh 85' | Chi tiết | - Nguyễn Tấn Tài 19' - Nguyễn Văn Bo 23' - Lê Thái Đan 69' - Huỳnh Đăng Khôi 71' |

| Đồng Tháp | 6-0      | Trà Vinh                       |
| --- | -------- | ------------------------------ |
| - Ngô Quốc Trung 11', 34' - Bùi Trần Hiếu Thiên 28' - Nguyễn Hiếu Khang 43' - Lý Kim Minh 63' - Nguyễn Hiếu Khang 67' | Chi tiết | - Thạch Kim Minh Quí 4' (l.n.) |

| Thành phố Hồ Chí Minh | 2-1      | Long An                 |
| --- | -------- | ----------------------- |
| - Trịnh Minh Khang 42' - Phạm Gia Huy 73' - Nguyễn Minh Quân 83' - Phan Nguyễn Phú Cường 84' - Nguyễn Thành Đạt 88' - Nguyễn Quốc Huy 90+1' | Chi tiết | - Nguyễn Thiện Nhân 44' |

| An Giang                                                                         | 0-2      | Đồng Tháp |
| -------------------------------------------------------------------------------- | -------- | --- |
| - Nguyễn Tấn Điền 45+2' - Lưu H. Minh Khánh 64' - Ngô Tuấn Vinh (Trợ lý HLV) 88' | Chi tiết | - Phan Hữu Luân 33' - Phạm Lê Nam 36' - Nguyễn Đình Khang 66' - Dương Ngọc Hiếu 87' - Phan Đăng Khôi 90+2' - Bùi Trần Hiếu Thiên 90+5' |

| Long An                                                                                          | 4-0      | Trà Vinh                                |
| ------------------------------------------------------------------------------------------------ | -------- | --------------------------------------- |
| - Trần Thanh Cường 10' - Nguyễn Thiện Nhân 11', 75' - P. Lê Hoàng Long 80' - Trần Trọng Nhân 84' | Chi tiết | - Hồ Minh Trọng 85' - Lý Trung Kiên 87' |

| An Giang              | 0-1      | Thành phố Hồ Chí Minh                                                 |
| --------------------- | -------- | --------------------------------------------------------------------- |
| - Nguyễn Tấn Điền 25' | Chi tiết | - Nguyễn Minh Quân 37' - Phạm Nguyễn Phú Cường 38' - Bùi Minh Hào 43' |

| Trà Vinh                                                  | 2-1      | An Giang                |
| --------------------------------------------------------- | -------- | ----------------------- |
| - Kiên Quyctha Somrich Thia 6' - Lê Nguyên Hảo 84', 90+2' | Chi tiết | - Nguyễn Thanh Long 75' |

| Thành phố Hồ Chí Minh | 0-0      | Đồng Tháp           |
| --------------------- | -------- | ------------------- |
|                       | Chi tiết | - Ngô Quốc Trung 7' |

| Trà Vinh | 0-6      | Thành phố Hồ Chí Minh |
| -------- | -------- | --- |
|          | Chi tiết | - Phạm Gia Huy 22', 45' - Nguyễn Quốc Huy 23' - Nguyễn Tiến Anh 37' - Nguyễn Minh Quân 44' - Phạm Nguyễn Phú Cường 72' - Nguyễn Minh Quân 80' - Huỳnh Hữu Danh 86' |

| Đồng Tháp                                         | 1-5      | Long An |
| ------------------------------------------------- | -------- | --- |
| - Dương Ngọc Hiếu 58' - Phan Đăng Khôi 69' (l.n.) | Chi tiết | - Phạm Nguyễn Đức Huy 3', 45' - Ngô Chí Vỹ 38' - Lý Cẩm Hiền 40' - Ngô Quang Vinh (HLV) 42' - Hồ Phan Hưng Thịnh 49' - Nguyễn Đặng Hữu Nhân 56' - Nguyễn Thiện Nhân 66' - Phạm Lê Hoàng Long 68' |

| An Giang                                  | 1-2      | Long An                                   |
| ----------------------------------------- | -------- | ----------------------------------------- |
| - Lê Thái Đan 58' - Trần Trọng Nhân 90+2' | Chi tiết | - Nguyễn Thiện Nhân 11' - Lý Cẩm Hiền 65' |

| Trà Vinh                                | 1-1      | Đồng Tháp                                                         |
| --------------------------------------- | -------- | ----------------------------------------------------------------- |
| - Bùi Gia Khiêm 55' - Kim Hoàng Quy 79' | Chi tiết | - Bùi Trần Hiếu Thiên 13' - Phạm Lê Nam 69' - Dương Ngọc Hiếu 83' |

| Long An | 0-0      | Thành phố Hồ Chí Minh |
| ------- | -------- | --------------------- |
|         | Chi tiết |                       |

| Đồng Tháp                                                           | 2-1      | An Giang                                             |
| ------------------------------------------------------------------- | -------- | ---------------------------------------------------- |
| - Phan Đăng Khôi 22' - Ngô Quốc Trung 60' - Bùi Trần Hiếu Thiên 63' | Chi tiết | - Lưu Huỳnh Minh Khánh 53' - Nguyễn Trung Kiên 90+2' |

| Thành phố Hồ Chí Minh                                         | 1-0      | An Giang                                        |
| ------------------------------------------------------------- | -------- | ----------------------------------------------- |
| - Bùi Minh Hào 33' - Lê Thanh Bình 38' - Nguyễn Tấn Phong 60' | Chi tiết | - Nguyễn Trung Kiên 36' - Nguyễn Tấn Điền 90+5' |

| Trà Vinh                                     | 3-4      | Long An                                                                                             |
| -------------------------------------------- | -------- | --------------------------------------------------------------------------------------------------- |
| - Bùi Gia Khiêm 21', 71' - Sơn Quý Trọng 39' | Chi tiết | - Phạm Nguyễn Đức Huy 11', 13' - Trần Trọng Nhân 17' - Nguyễn Thiện Nhân 23' - Nguyễn Đặng Hữu Nhân |

| An Giang                                                                                              | 4-1      | Trà Vinh                                                       |
| --- | -------- | -------------------------------------------------------------- |
| - Nguyễn Thanh Long 24' 51', 70', 80' - Nguyễn Quốc Dũng (HLV Trưởng) 55' - Nguyễn Tấn Điền 67' 90+1' | Chi tiết | - Bùi Gia Khiêm 60' - Kim Hoàng Quý 62' - Thạch Thanh Nhật 78' |

| Đồng Tháp         | 0-1      | Thành phố Hồ Chí Minh                                                 |
| ----------------- | -------- | --------------------------------------------------------------------- |
| - Phạm Lê Nam 59' | Chi tiết | - Phan Nguyễn Phú Cường 49' - Lê Hoàng Việt 59' - Nguyễn Anh Kiệt 90' |

| Thành phố Hồ Chí Minh                          | 3-1      | Trà Vinh                               |
| ---------------------------------------------- | -------- | -------------------------------------- |
| - Nguyễn Minh Quân 60', 87' - Phạm Gia Huy 74' | Chi tiết | - Bùi Gia Khiêm 36' - Phạm Hữu Đức 68' |

| Long An                                                            | 4-1      | Đồng Tháp                                            |
| ------------------------------------------------------------------ | -------- | ---------------------------------------------------- |
| - Lý Cẩm Hiền 64' - Nguyễn Thiện Nhân 66' 66' - Phạm Thành Đạt 80' | Chi tiết | - Ngô Quốc Trung 13' - Nguyễn Đình Khương 41' (l.n.) |